# Tanzel Smart
Tanzel Eric Smart Jr. (Baton Rouge, Luisiana, 6 de noviembre de 1994) más conocido como Tanzel Smart, es un jugador profesional estadounidense de fútbol americano que se desempeña en la posición de defensive tackle en New York Jets, equipo de la National Football League (NFL).

## Carrera
Fue seleccionado en la sexta ronda en la Reunión Anual de Selección de Jugadores de la NFL de 2017. Hizo su debut profesional con el equipo Los Angeles Rams, en el cual jugó tres temporadas (2017-2020), luego pasó a New York Jets, donde lleva jugando cuatro temporadas.